# الشباب الشيوعي الكتالوني
الشباب الشيوعي الكتالوني كان جناح الشباب من الحزب الاشتراكي الموحد في كتالونيا وجناح الشباب الحالي لشيوعي كتالونيا. تم تشكيلها كمنظمة سرية في عام 1970. وكان الأمين العام المؤسس دومينيك مارتينيز. في عام 1971 شارك مركز التنسيق المشترك في تأسيس اللجنة الدائمة لجمعية كاتالونيا.
تم حل الشباب الشيوعي الكتالوني لاحقًا في جامبي. في عام 2014 تم استرداده على أنه اندماج أجنحة الشباب لحزب الشيوعيين في كتالونيا.